# Nuoto alla XXV Universiade
Le competizioni di nuoto della XXV Universiade si sono svolte presso il Tašmajdan Sports Centre a Belgrado, Serbia dall'11 al 15 luglio 2009.

## Medagliere
| Posiz. | Nazione       | Oro | Argento | Bronzo | Totale |
| ------ | ------------- | --- | ------- | ------ | ------ |
| 1      | Stati Uniti   | 10  | 12      | 4      | 26     |
| 2      | Giappone      | 10  | 6       | 14     | 30     |
| 3      | Polonia       | 4   | 0       | 2      | 6      |
| 4      | Italia        | 2   | 6       | 4      | 12     |
| 5      | Russia        | 2   | 1       | 5      | 8      |
| 6      | Bielorussia   | 2   | 1       | 1      | 4      |
| 7      | Hong Kong     | 2   | 0       | 0      | 2      |
| 7      | Slovenia      | 2   | 0       | 0      | 2      |
| 7      | Ucraina       | 2   | 0       | 0      | 2      |
| 10     | Canada        | 1   | 4       | 2      | 7      |
| 11     | Germania      | 1   | 2       | 0      | 3      |
| 12     | Kenya         | 1   | 1       | 1      | 3      |
| 13     | Regno Unito   | 1   | 0       | 0      | 1      |
| 14     | Serbia        | 0   | 2       | 2      | 4      |
| 15     | Cina          | 0   | 2       | 1      | 3      |
| 16     | Francia       | 0   | 1       | 2      | 3      |
| 17     | Australia     | 0   | 1       | 0      | 1      |
| 17     | Brasile       | 0   | 1       | 0      | 1      |
| 17     | Corea del Sud | 0   | 1       | 0      | 1      |
| 20     | Rep. Ceca     | 0   | 0       | 1      | 1      |
| 20     | Israele       | 0   | 0       | 1      | 1      |
| 20     | Lituania      | 0   | 0       | 1      | 1      |
| 20     | Sudafrica     | 0   | 0       | 1      | 1      |
| Totale | Totale        | 40  | 41      | 42     | 123    |

## Podi

### Uomini
| Evento               | Oro | Perform.    | Argento | Perform. | Bronzo | Perform. |
| Stile libero         | |             | |          | |          |
| 50 m                 | Andrea Rolla                                                                                                 | 22.16       | Boris Steimetz Sergey Fesikov | 22.19    | |          |
| 100 m                | Sergey Fesikov                                                                                               | 48.43       | Cameron Prosser | 48.57    | Jason Dunford | 48.73    |
| 200 m                | Sho Uchida                                                                                                   | 1:47.63     | Douglas Robison | 1:48.34  | Shogo Hihara | 1:48.49  |
| 400 m                | Przemysław Stańczyk                                                                                          | 3:46.72 RU  | Chad LaTourette | 3:46.93  | Federico Colbertaldo                                                                                                  | 3:47.17  |
| 800 m                | Chad LaTourette                                                                                              | 7:47.24 RU  | Federico Colbertaldo | 7:48.58  | Przemysław Stańczyk                                                                                                   | 7:53.67  |
| 1500 m               | Przemysław Stańczyk                                                                                          | 14:51.06 RU | Chad LaTourette | 14:53.70 | Federico Colbertaldo                                                                                                  | 15:03.90 |
| Dorso                | |             | |          | |          |
| 50 m                 | Junya Koga                                                                                                   | 24.63 RU    | Ryōsuke Irie | 25.05    | Guy Barnea | 25.09    |
| 100 m                | Ryōsuke Irie                                                                                                 | 52.60 RU    | Helge Meeuw | 52.94    | Junya Koga | 53.50    |
| 200 m                | Ryōsuke Irie                                                                                                 | 1:54.13 RU  | Patrick Schirk | 1:57.05  | Kazuki Watanabe | 1:58.23  |
| Rana                 | |             | |          | |          |
| 50 m                 | Kevin Swander                                                                                                | 27.14 RU    | Felipe França Silva | 27.23    | Čaba Silađi | 27.27    |
| 100 m                | Igor Borysik                                                                                                 | 59.53 RU    | Fabio Scozzoli | 59.85    | Hiromasa Sakimoto | 59.90    |
| 200 m                | Igor Borysik                                                                                                 | 2:08.73 RU  | Naoya Tomita | 2:11.02  | Giedrius Titenis | 2:11.14  |
| Farfalla             | |             | |          | |          |
| 50 m                 | Jernej Godec                                                                                                 | 23.41       | Jason Dunford | 23.45    | Christopher Brady | 23.56    |
| 100 m                | Jason Dunford                                                                                                | 51.29       | Christopher Brady | 51.62    | Maxim Ganikhin Michal Rubacek                                                                                         | 52.33    |
| 200 m                | Paweł Korzeniowski                                                                                           | 1:54.30 RU  | Kazuya Kaneda | 1:56.43  | Ryusuke Sakata Maxim Ganikhin                                                                                         | 1:56.75  |
| Misti                | |             | |          | |          |
| 200 m                | Alex Vanderkaay                                                                                              | 1:57.58 RU  | Keith Beavers | 1:59.83  | Yuma Kosaka | 2:00.77  |
| 400 m                | Mateusz Matczak                                                                                              | 4:12.28 RU  | Alex Vanderkaay | 4:12.48  | Yuya Horihata | 4:15.26  |
| Staffette            | |             | |          | |          |
| 4x100 m stile libero | Stati Uniti William Copeland (48.39) Christopher Brady (48.22) Eric Mcginnis (49.71) Douglas Robison (48.42) | 3:14.74 RU  | Italia Michele Santucci (49.95) Nicola Cassio (48.90) Vittorio Dinia (48.71) Andrea Rolla (48.51) Lorenzo Benatti                                               | 3:16.07  | Francia Antoine Galavtine (50.22) Sebastien Bodet (48.44) Kevin Trannoy (48.96) Boris Steimetz (48.95) Joris Hustache | 3:16.57  |
| 4x200 m stile libero | Giappone Sho Uchida (1:47.81) Shogo Hihara (1:46.72) Yasunori Mononobe (1:48.89) Shunsuke Kuzuhara (1:48.12) | 7:11.54 RU  | Stati Uniti Douglas Robison (1:48.18) Robert Bollier (1:49.65) Matthew Patton (1:47.58) Alex Vanderkaay (1:48.79) Chad LaTourette                               | 7:14.20  | Canada Ray Betuzzi (1:48.37) Brian Johns (1:46.33) Keith Beavers (1:50.65) Matthew Swanston (1:51.10) Rory Biskupski  | 7:16.45  |
| 4x100 m misti        | Giappone Ryōsuke Irie (52.75) Hiromasa Sakimoto (59.63) Shimpei Irie (52.05) Rammaru Harada (48.37)          | 3:32.80 RU  | Italia Enrico Catalano (55.08) Fabio Scozzoli (59.68) Rudy Goldin (52.28) Vittorio Dinia (48.71) Nicola Cassio Matteo Giordano Stefano Iacobone Marco Sommaripa | 3:35.75  | Francia Eric Ress (55.57) Tony de Pellegrini (1:01.37) Cyril Marchant (53.41) Boris Steimetz (47.96)                  | 3:38.31  |

### Donne
| Evento               | Oro | Perform.   | Argento | Perform. | Bronzo | Perform. |
| Stile libero         | |            | |          | |          |
| 50 m                 | Aljaksandra Herasimenja | 24.62 RU   | Dorothea Brandt | 25.03    | Michelle King | 25.10    |
| 100 m                | Hannah Wilson | 54.35 RU   | Aljaksandra Herasimenja | 54.79    | Miroslava Najdanovski Madison Kennedy                                                                               | 54.96    |
| 200 m                | Sara Isaković | 1:58.59    | Kevyn Peterson | 1:58.67  | Kristen Heiss | 1:58.77  |
| 400 m                | Kevyn Peterson | 4:10.01    | Kristen Heiss | 4:11.30  | Leone Vorster | 4:13.18  |
| 800 m                | Whitney Sprague | 8:32.71    | Yumi Kida | 8:34.98  | Roberta Ioppi | 8:40.00  |
| 1500 m               | Yumi Kida | 16:24.26   | Whitney Sprague | 16:29.04 | Natsumi Iwashita | 16:31.68 |
| Dorso                | |            | |          | |          |
| 50 m                 | Shiho Sakai | 28.17 RU   | Xu Tianlongzi | 28.20    | Aljaksandra Herasimenja                                                                                             | 28.32    |
| 100 m                | Shiho Sakai | 1:00.30    | Katy Murdoch | 1:00.92  | Eri Tabei | 1:01.01  |
| 200 m                | Stephanie Proud | 2:08.91 RU | Kristen Heiss | 2:09.22  | Tomoyo Fukuda | 2:11.17  |
| Rana                 | |            | |          | |          |
| 50 m                 | Daria Deeva | 31.55      | Kim Dal-Eun | 31.57    | Ewa Scieszko | 31.63    |
| 100 m                | Chiara Boggiatto | 1:07.15 RU | Nađa Higl | 1:07.80  | Hitomi Nose | 1:07.87  |
| 200 m                | Rie Kanetō | 2:22.32 RU | Nađa Higl | 2:24.20  | Alena Alekseeva | 2:25.40  |
| Farfalla             | |            | |          | |          |
| 50 m                 | Svetlana Khokhlova | 25.97 RU   | Cristina Maccagnola | 26.52    | Hong Wenwen | 26.66    |
| 100 m                | Hannah Wilson | 58.24 RU   | Hong Wenwen | 59.19    | Ayano Kuroki | 59.44    |
| 200 m                | Annika Mehlhorn | 2:07.35    | Lyndsay DePaul | 2:09.89  | Haruka Minamizono                                                                                                   | 2:10.01  |
| Misti                | |            | |          | |          |
| 200 m                | Ava Ohlgren | 2:12.07 RU | Asami Kitagawa | 2:13.39  | Tomoyo Fukuda | 2:13.71  |
| 400 m                | Ava Ohlgren | 4:40.61    | Lyndsay DePaul | 4:41.94  | Svetlana Karpeeva                                                                                                   | 4:44.26  |
| Staffette            | |            | |          | |          |
| 4x100 m stile libero | Stati Uniti Michelle King (56.42) Madison Kennedy (54.94) Ava Ohlgren (55.77) Morgan Scroggy (54.68) Chelsea Nauta                  | 3:41.81    | Giappone Yayoi Matsumoto (56.18) Misaki Yamaguchi (55.08) Asami Kitagawa (55.67) Shiho Sakai (55.67)                           | 3:42.60  | Canada Marie-Pier Ratelle (55.64) Breanna Hendriks (55.97) Katy Murdoch (55.58) Seanna Mitchell (55.90) Hayley Nell | 3:43.09  |
| 4x200 m stile libero | Stati Uniti Ava Ohlgren (2:01.92) Morgan Scroggy (1:59.06) Chelsea Nauta (2:00.07) Kristen Heiss (1:59.44)                          | 8:00.49    | Canada Kevyn Peterson (1:59.08) Breanna Hendriks (1:59.01) Seanna Mitchell (2:02.88) Katy Murdoch (2:01.80)                    | 8:03.67  | Italia Silvia Florio (2:02.01) Erica Buratto (1:59.43) Roberta Ioppi (2:01.57) Ambra Migliori (2:03.13)             | 8:06.14  |
| 4x100 m misti        | Stati Uniti Lauren Rogers (1:02.24) Katlin Freeman (1:05.80) Amanda Sims (59.22) Madison Kennedy (54.61) Morgan Scroggy Ava Ohlgren | 4:01.90 RU | Italia Elena Gemo (1:01.70) Chiara Boggiatto (1:07.62) Cristina Maccagnola (58.30) Erica Buratto (55.13) Maria Laura Simonetto | 4:02.75  | Russia Ksenia Moskvina (1:01.31) Daria Deeva (1:07.60) Svetlana Fedulova (59.56) Svetlana Karpeeva (55.42)          | 4:03.89  |